# Miwa Kominato
Miwa Kominato (小湊美和, Kominato Miwa), née le 15 février 1977 à Fukushima (Japon), est une chanteuse japonaise, ex-membre du Hello! Project.
En 1997, elle se présente à l'audition qui donnera naissance aux Morning Musume, mais doit se retirer pour donner naissance à son second enfant. Elle débute cependant en 1999 avec le groupe de J-pop du Hello! Project Taiyo to Ciscomoon (plus tard renommé T&C Bomber), et participe au groupe temporaire Aoiro 7 en 2000. Elle quitte le H!P à la séparation de son groupe, fin 2000, puis sort un single solo en 2002, continuant de chanter depuis 2003 avec son frère au sein du groupe Priest, inspiré du genre min'yō.

## Discographie hors H!P
- 2002.04.24 : Ai no Chikara (single)

avec Priest
- 2003.08.19 : 外山節 (single)
- 2006.07.08 : まほらの月 (mini album)

## Liens
- (ja) Site officiel